# لوک کین
لوک کین (انگلیسی: Luke Cain؛ زادهٔ ۳ فوریهٔ ۱۹۸۰) ورزشکار پارالمپیک در رشته تیراندازی اهل استرالیا است. او در بازی‌های پارالمپیک تابستانی ۲۰۱۲ و ۲۰۱۶ حضور داشت.